# Anne Catherine Lucinde Paradol
Anne Catherine Lucinde Paradol (París, 4 de febrer de 1798 - Neuilly-sur-Seine, 29 d'octubre de 1843) va ser una actriu i cantant parisenca.
Als setze anys va començar a estudiar cant en el Conservatori de París, dirigida pel compositor Charles Henri Plantade i als divuit anys va debutar en la gran òpera Alceste de Christoph Willibald Gluck i després va cantar a Lió i a Marsella. Aviat va abandonar l'escena lírica per a dedicar-se a l'art dramàtic, seguint el consell de Théodore Michelot, membre de la Comèdie-Française, en la qual va debutar Paradol l'any 1819 en una tragèdia de Voltaire. Després de ser resident de la Comédie, l'any 1823 va ser-ne acceptada com a membre; el número 236.
Les seves interpretacions de més èxit van ser en papers en tragèdies neoclàssiques i romàntiques. Va retirar-se el 1838, després de patir un accident. El mateix any va contraure matrimoni amb el comandant retirat Vincent Prevost. Abans havia tingut una relació amb l'escriptor Léon Halevy, amb qui, l'any 1929, va tenir un fill a qui Prevost va reconèixer i va donar-li el seu cognom. Seria el periodista i literat Lucien-Anatole Prévost-Paradol.